# ذئب البوادي (فلم)
ذئب البوادي (فيلم) هو فيلم مقتبس عام 1974 عن رواية هيرمان هيسه التي تحمل الاسم نفسه وصدرت عام 1927، من إخراج فريد هاينز. استخدم الفيلم بشكل مكثف المؤثرات المرئية الخاصة التي كانت متطورة وقت صدوره. وتدور أحداث الفيلم حول مغامرات شخص نصفه رجل ونصفه حيوان يُدعى هاري هالر، الذي يعاني في ألمانيا في العشرينيات من القرن العشرين من الاكتئاب، والاستياء من مكانته في الطبقة الوسطى، ويريد أن يموت دون أن يعرف العالم من حوله. ثم يلتقي بشخصين غريبين يعرفانه على الحياة وعالم غريب يسمى "المسرح السحري".

## الإنتاج
استغرق الفيلم سبع سنوات من مرحلة ما قبل الإنتاج المعقدة لأن منتجيه، ملفين أبنر فيشمان وريتشارد هيرلاند - طالب يونغ والخيمياء - أرادا أن يكون الفيلم "أول فيلم يونغي" وأقاما علاقات مع عائلة هيسه. مما سمح بإصدار حقوق الفيلم للكتاب. وقام هيرلاند يجمع الموارد المالية.